# Terrell (Teksas)

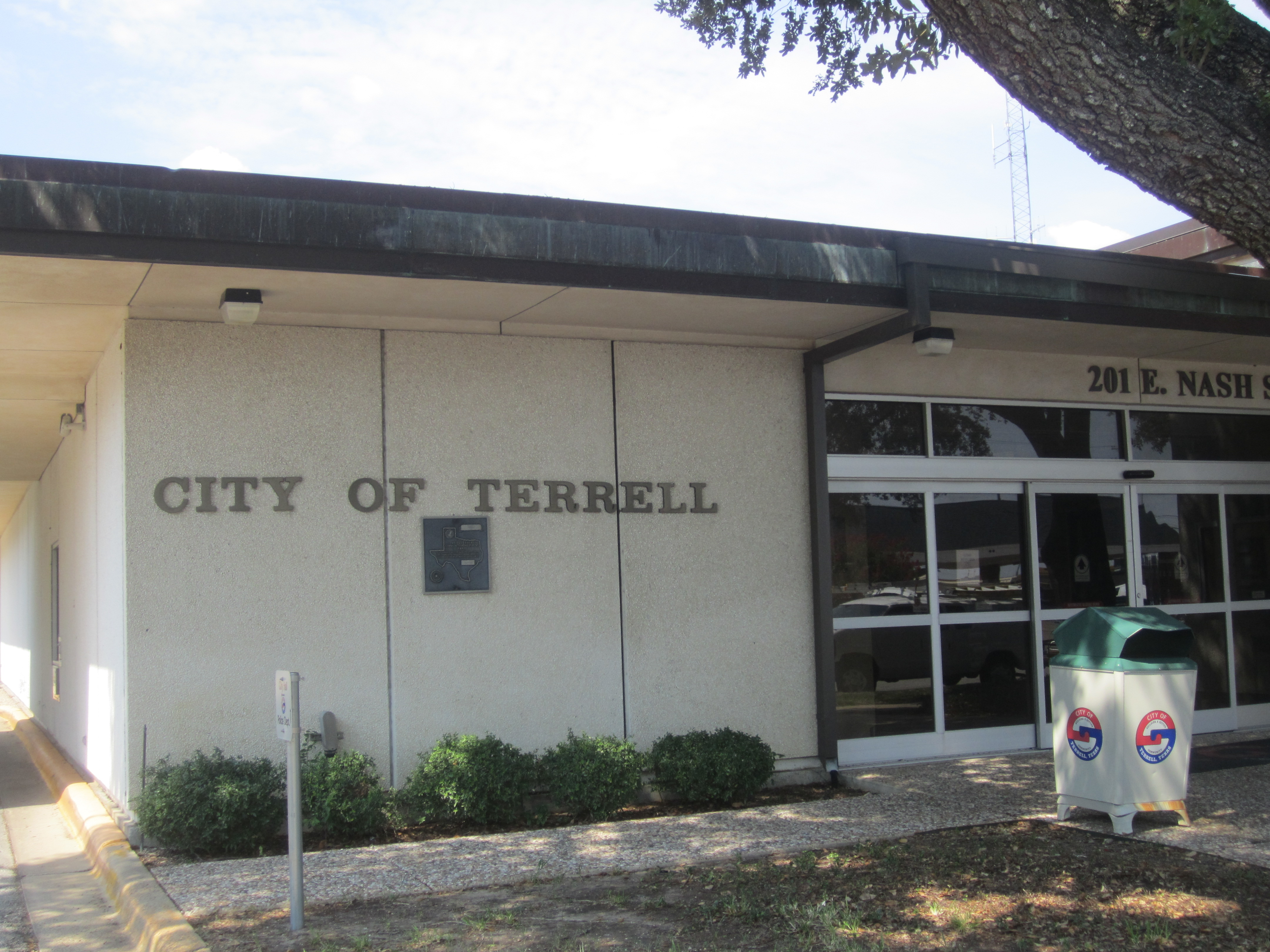
Ratusz

Terrell – miasto w Stanach Zjednoczonych, w stanie Teksas, w hrabstwie Kaufman.
Pierwsi osadnicy zaczęli przybywać na ten obszar w 1848 roku, a miasto zostało nazwane na cześć jednego z nich. Prawa miejskie uzyskało w 1875 roku.

## Demografia
Według przeprowadzonego przez United States Census Bureau spisu powszechnego w 2010 roku miasto liczyło 15 816 mieszkańców. Natomiast skład etniczny w mieście wyglądał następująco: Biali 57,0%, Afroamerykanie 27,4%, Azjaci 0,5%, pozostali 15,1%.